# Kurahatti, Ron
Kurahatti là một làng thuộc tehsil Ron, huyện Gadag, bang Karnataka, Ấn Độ.